# أندريه مارتي
أندريه مارتي (بالفرنسية: André Marty)‏ هو صحفي وسياسي فرنسي، ولد في 6 نوفمبر 1886 في بيربينيا في فرنسا، وتوفي في 23 نوفمبر 1956 في تولوز في فرنسا بسبب سرطان الرئة. نشط حزبياً في الحزب الشيوعي الفرنسي. وقد انتخب نائب فرنسي.

## وصلات خارجية
- أندريه مارتي على موقع مونزينجر (الألمانية)